# طوني باتلر (صحفي رياضي)
طوني باتلر (بالإنجليزية: Tony Butler)‏ هو صحفي رياضي بريطاني، ولد في 15 مايو 1935.